# Fulgenzio Baldani
Fulgenzio Baldani (Savona, ... – ...; fl. XVII secolo) è stato un religioso e poeta italiano.

## Biografia
Il Baldani fu un agostiniano di Savona, di cui si ha notizia nel periodo compreso tra il 1620 ed il 1650. Fu autore di numerose agiografie che traduceva anche dallo spagnolo e, di tre poesie enconomiastiche in onore dei Dogi della Repubblica di Genova Luca Grimaldi De Castro, Agostino Doria e Agostino Pallavicini.
Fu in corrispondenza con il poeta Gian Giacomo Cavalli, che lo inserì nel suo Cittara zeneise e, con il pittore Domenico Fiasella; dal pittore sarzanese si fece realizzare un ritratto, cosa da lui riportata in poesia (A' ro segno' Dome'nego Fiasella Eccelenti'ssimo Depento').